# Donne... botte e bersaglieri
Donne... botte e bersaglieri è un film italiano del 1968 diretto da Ruggero Deodato.

## Trama
Tony e alcuni amici mettono insieme un complesso rock per fare alcuni concerti e guadagnare qualche soldo. Purtroppo il servizio militare incombe, ma per fortuna i ragazzi si ritroveranno nella stessa caserma.